# Geomys breviceps
Geomys breviceps és una espècie de mamífer rosegador de la família dels geòmids. És endèmic del marge oriental del riu Brazos, a Texas (Estats Units). Es tracta d'una espècie excavadora que s'alimenta d'arrels, tiges i fulles. El seu hàbitat natural són els sòls sorrencs llimosos que tenen una capa llaurable de més de 10 cm de gruix, a praderies i herbassars amb roures i arbres del gènere Ilex. És una espècie en risc mínim, és a dir, no sembla que hi hagi cap amenaça significativa per a la seva supervivència.

## Distribució i hàbitat
Es troba comunament a les planes costaneres des de l'est de Texas fins a l'oest de Louisiana, i al sud-oest d'Arkansas i l'est d'Oklahoma, on viu en tres tipus de sòls. Es troba en sòls de sorra fina, així com en els sòls de tipus Ochlocknee, on la capa vegetal té una profunditat inferior a 10 centímetres. El tercer tipus de sòl, de tipus Wilson, es torna dur i compacte quan s'asseca, per la qual cosa aquesta espècie no tendeix a habituar-se en cap sòl d'argila densa. Té menys probabilitats de viure en sòls amb una humitat elevada.
Els individus d'aquesta espècie viuen una vida subterrània solitària i tenen la capacitat de crear madrigueres, que són els seus habitatges comuns. Només abandonen els caus durant mesos humits, per evitar ser inundats, traslladant-se a viure a monticles a la superfície. De mitjana els caus tenen 6 cm de diàmetre i es troben a una profunditat entre 10 i 68 centímetres sota terra, fet que permet que només un individu adult ocupi un únic cau. Els sistemes de túnels són molt complexos, poden arribar als 180 metres de longitud, i formen meandres sense sentit a través de diverses zones d'alimentació, la qual cosa indica que es fan principalment per la recerca d'aliments. Durant els mesos d'hivern, creen monticles específics que contenen galeries d'alimentació, una càmera de nidació, una zona de deposicions i cambres d'emmagatzematge d'aliments.

## Descripció
Aquesta espècie té un cos en forma de cilindre amb la major part del seu pes prop del cap. L'arc zigomàtic és més curt que l'ample de la boca, és a dir, el dorsal de l'animal excedeix l'os jugal. El coll és una mica més prim encara que la part més gruixuda del cos es troba a la part posterior del cap. Els ulls són molt petits i amb forma de perla i les orelles només s'identifiquen per una petita capa de pell. Les bosses externes de les galtes estan folrades de pèl i són usades per transportar aliments.
El cosa està cobert de pèl curt i té una coloració que varia entre el marró pàl·lid i el negre i sol ser més pàl·lid cap al ventre. La cua és curta, amb una longitud mitjana de 6,5 centímetres, és gruixuda i té molt pocs pels que es troben a la base. Les potes del davant s'utilitzen per excavar i tenen urpes corbes llargues. Les potes del darrere són més petites, amb una longitud mitjana de 3,1 cm. Tenen una aparença gairebé idèntica a G. attwateri i al gòfer petit, i tot i ser les espècie més petita de les tres, només se'n poden distingir a través de proves genètiques. Els mascles tenen un pes mitjà d'entre 180 i 200 grams mentre que el pes mitjà per a les femelles és d'entre 120 i 160 grams. La seva longitud del crani, tant per mascles com per femelles, és de 1,9 centímetres. La seva longitud total es troba al voltant dels 20 centímetres, dels quals 6 corresponen a la cua.

## Dieta
S'alimenten d'herbes, tubercles, determinades arrels i molts altres tipus de vida vegetal. Es desplacen per sota terra i alhora que construeixen els seus caus obtenen aliment de les arrels de diferents plantes als seus túnels. Emmagatzemen els aliments que recullen en petites bosses als costats del cap. Si no hi ha aliment on excava, tendeixen a tractar de trobar aliments prop del cau. Rarament es veuen per la superfície. Igual que els altres rosegadors, té unes dents incisives, que els permeten excavar i obtenir aliments. Per facilitar la digestió d'herbes i altres plantes que contenen cel·lulasa, utilitzen bacteris que es troben al seu sistema digestiu. Igual que altres mamífers, ingereixen excrements, que els beneficien durant l'hivern i les temporades més plujoses de l'any. La reincorporació d'excrements augmenta l'eficiència de la utilització d'aliments, que és útil quan les plantes són escasses en aquestes temporades.

## Taxonomia
S'han descrit dues subespècies:
- G. b. breviceps (Baird, 1855)
- G. b. sagittalis (Merriam, 1895)